# Колеоптерозы

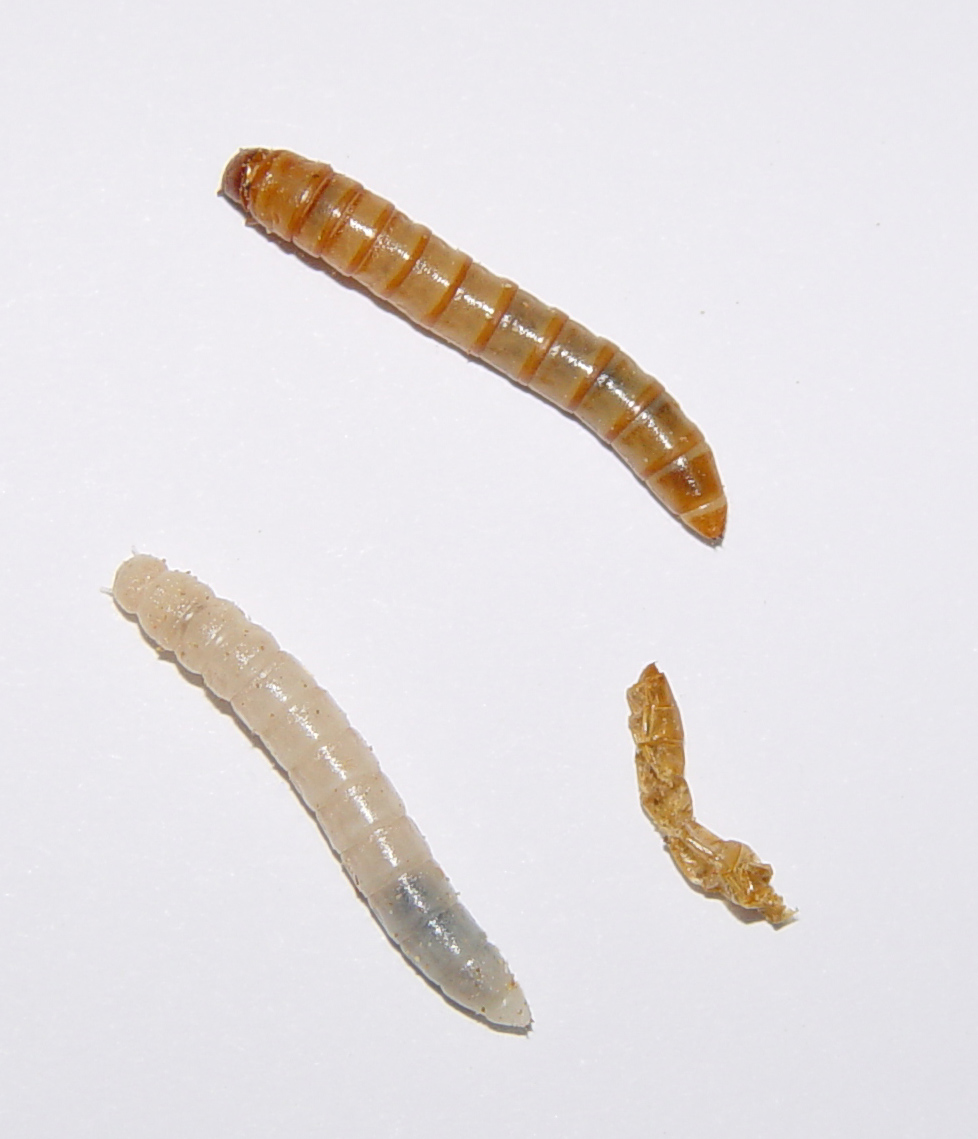
Личинки Tenebrio molitor.

Колеоптерозы (лат. Coleopterosis) — заболевания, вызванные жесткокрылыми насекомыми.
Возбудители — Жесткокрылые (Coleoptera) — широко распространены в природе, в том числе поселяются в жилищах человека.
Синантропные жуки могут вызывать аллергию, заползать в уши (см. Живые инородные тела).
Личинки мучного хрущака Tenebrio molitor, развивающиеся в пищевых продуктах, могут при попадании в кишечник человека вызвать кантариаз, характеризующийся анорексией, рвотой и коликой, без диареи. В экскрементах обнаруживались живые личинки Tenebrio molitor.
Некоторые виды пластинчатоусых жуков рода Onthophagus, например Onthophagus bifasciatus, могут заползать через анус в кишечник человека, вызывая скарабиаз, характеризующийся диареей.
Существуют редкие случаи выхода из человека с мочой насекомых, похожих на мух, но идентифицированных как стафилиниды.
Некоторые жуки ядовиты, и при контакте с человеком вызывают отравление — колеоптеризм, например дерматит жуков-нарывников и педерус-дерматит вызывают жуки семейства нарывники и жуки рода Paederus семейства стафилины, соответственно.
Жуки являются также промежуточными хозяевами некоторых гельминтов, например гонгилонематоза человека, макраканторинхоза человека и свиней, спироцеркоза собак и др.
Среди жуков есть и паразиты промысловых млекопитающих: на бобре паразитирует Platypsyllus castoris, на выхухоли — Silphopsylla desmanae. Жуки могут паразитировать и у голубей: личинки жуков пробуравливают кожу голубят, что приводит к их гибели. У погибших голубят находят отверстия на голове, груди, животе.
Также, жуки являются вредителями (паразитами) сельскохозяйственных растений, например, Колорадский жук.